# Aulnay (Aube)
Aulnay je francouzská obec v departementu Aube v regionu Grand Est. Žije zde 110 obyvatel.

## Geografie

### Sousední obce
| Růžice kompasu |             | Jasseines          | Donnement | Růžice kompasu |
| Růžice kompasu | Brillecourt | Sever              | Braux     | Růžice kompasu |
| Růžice kompasu | Brillecourt | Aulnay             | Braux     | Růžice kompasu |
| Růžice kompasu | Brillecourt | Jih                | Braux     | Růžice kompasu |
| Růžice kompasu | Magnicourt  | Chalette-sur-Voire |           | Růžice kompasu |